# Seznam rozhleden v Moravskoslezském kraji
Seznam rozhleden v Moravskoslezském kraji představuje výčet rozhleden a vyhlídkových věží, které se nachází v Moravskoslezském kraji.
Vzhledem k nejednoznačné definici rozhleden a stále přibývajících staveb tohoto druhu je pravděpodobné, že seznam nebude úplný.

## Seznam
| Název                           | Obrázek | Galerie                                                                  | Výška [m] | Okres            | Kóta [m n. m.] | Geosouřanice                     | Stručný popis | Stav                                                           |
| ------------------------------- | ------- | ------------------------------------------------------------------------ | --------- | ---------------- | -------------- | -------------------------------- | --- | -------------------------------------------------------------- |
| Bezručova vyhlídka              |         |                                                                          | 7         | Opava            | 380            | 49°51′33″ s. š., 17°52′19″ v. d. | Dřevěná rozhledna na čtyřech kamenných pilotech stojí v areálu zámeckého parku v Hradci nad Moravicí.                                                     | Volně přístupná                                                |
| Bezručova vyhlídka u Kopřivnice |         | -                                                                        | 12,9      | Okres Nový Jičín | 467            | 49°35′24″ s. š., 18°9′32″ v. d.  | Dřevěná rozhledna na čtyřech betonových základech stojí poblíž Kopřivnice poblíž zříceniny hradu Šostýn.                                                  | Volně přístupná                                                |
| Bílá hora                       |         | Kategorie „Bílá hora (rozhledna)“ na Wikimedia Commons                   | 43        | Nový Jičín       | 557            | 49°35′40″ s. š., 18°7′35″ v. d.  | Ocelový vysílač mobilních operátorů sloužící jako rozhledna stojí na stejnojmenném vrchu mezi Štramberkem a Kopřivnicí.                                   | Přístupná                                                      |
| Bílov                           |         |                                                                          | 62        | Nový Jičín       | 345            | 49°43′57″ s. š., 18°0′37″ v. d.  | Ocelový vysílač mobilních operátorů sloužící jako rozhledna stojí na návrší Kanihůra cca 0,5 km jihovýchodně od obce Bílov.                               | Přístupná                                                      |
| Blahutovice (rozhledna)         |         |                                                                          | 27,5      | Nový Jičín       | 328            | 49°35′24″ s. š., 17°52′40″ v. d. | Ocelové rozhledna umístěná severovýchodně od obce Blahutovice.                                                                                            | Volně přístupná                                                |
| Bolt Tower                      |         | Kategorie „Bolt Tower“ na Wikimedia Commons                              | 77,7      | Ostrava-město    | 220            | 49°49′10″ s. š., 18°16′36″ v. d. | Vysoká pec s vyhlídkovou nadstavbou v Ostravě – Dolní oblast Vítkovice.                                                                                   | Přístupná 10-18 hod. (prohlídky v 10:00, 12:00, 14:00 a 16:00) |
| Cvilín                          |         | Kategorie „Cvilín (observation tower)“ na Wikimedia Commons              | 29        | Bruntál          | 436            | 50°4′55″ s. š., 17°43′21″ v. d.  | Kamenná rozhledna stojí na severním vyšším vrcholku stejnojmenného kopce tzv. Přední Cvilínský kopec cca 2 km jihovýchodně od Krnova.                     | Přístupná (již do rekonstrukci)                                |
| Halaška                         |         |                                                                          | 29,2      | Opava            | 641            | 49°48′42″ s. š., 17°36′32″ v. d. | Ocelová rozhledna se skleněnou střechou stojí na vrchu Kopřivná u obce Budišov nad Budišovkou (podle toho také známá jako rozhledna Kopřivná)             | Přístupná                                                      |
| Hošťálkovice                    |         | Kategorie „Rozhledna Hošťálkovice“ na Wikimedia Commons                  | 8         | Ostrava-město    | 245            | 49°50′40″ s. š., 18°12′40″ v. d. | Dřevěná rozhledna stojí na jižním okraji Hošťálkovic. | Volně přístupná                                                |
| Hrad Dona Quijota               |         |                                                                          | 22        | Frýdek-Místek    |                | 49°41′51″ s. š., 18°21′0″ v. d.  | Zděná rozhledna s restaurací stojí na severním předměstí Frýdku-Místku.                                                                                   | Přístupná                                                      |
| Hraniční vrch                   |         | Kategorie „Rozhledna Hraniční vrch“ na Wikimedia Commons                 | 25        | Bruntál          | 541            | 50°10′18″ s. š., 17°36′15″ v. d. | Ocelová dvourozhledna na stejnojmenném vrchu stojí cca 2 km severovýchodně od Města Albrechtice.                                                          | Volně přístupná                                                |
| Ježník                          |         | Kategorie „Ježník“ na Wikimedia Commons                                  | 18        | Bruntál          | 552            | 50°5′49″ s. š., 17°37′52″ v. d.  | Dřevěná rozhledna na kopci Vyhlídka nad osadou Ježník cca 6 km západně od Krnova.                                                                         | Volně přístupná                                                |
| Kozubová                        |         | Kategorie „Chapel of Saint Anne (Kozubová)“ na Wikimedia Commons         | 18        | Frýdek-Místek    | 982            | 49°34′17″ s. š., 18°40′26″ v. d. | Kamenná rozhledna jako součást kaple svaté Anny stojí na vrchu Kozubová v Beskydech u obce Milíkov.                                                       | Přístupná                                                      |
| Landek                          |         |                                                                          | 7         | Ostrava-město    | 270            | 49°52′4″ s. š., 18°16′22″ v. d.  | Dřevěná vyhlídková věž stojí na stejnojmenném vrchu v městském obvodu Petřkovice v Ostravě.                                                               | Volně přístupná                                                |
| Malá Prašivá                    |         | Kategorie „Malá Prašivá“ na Wikimedia Commons                            | 15        | Frýdek-Místek    | 706            | 49°38′12″ s. š., 18°29′3″ v. d.  | Chata s vyhlídkovou věží stojí na stejnojmenném kopci v Beskydech cca 15 km jihovýchodně od Frýdku-Místku.                                                | Nepřístupná                                                    |
| Na Skalce                       |         | Kategorie „Rozhledna na Skalce“ na Wikimedia Commons                     | 20,5      | Bruntál          | 755            | 50°8′39″ s. š., 17°27′4″ v. d.   | Dřevěná rozhledna na jižním úpatí Moravského kopce západně Horních Holčovic.                                                                              | Přístupná                                                      |
| Nová radnice                    |         | Kategorie „Nová radnice (Ostrava)“ na Wikimedia Commons                  | 85        | Ostrava-město    | 212            | 49°50′33″ s. š., 18°17′30″ v. d. | Vyhlídková věž Nové radnice v Ostravě pochází z let 1925–1930.                                                                                            | Přístupná                                                      |
| Nová Ves u Dolní Moravice       |         | Kategorie „Nová Ves (rozhledna)“ na Wikimedia Commons                    | 31,3      | Bruntál          | 845            | 49°59′46″ s. š., 17°15′57″ v. d. | Zděná rozhledna na konci Nové Vsi (části obce Dolní Moravice)                                                                                             | Přístupná                                                      |
| Okrouhlá                        |         | Kategorie „Okrouhlá (Staříč)“ na Wikimedia Commons                       | 55        | Frýdek-Místek    | 373            | 49°40′50″ s. š., 18°16′39″ v. d. | Ocelový vysílač mobilního operátora na stejnojmenném vrchu u obce Staříč.                                                                                 | Přístupná                                                      |
| Olšová u Pohoře                 |         | Kategorie „Rozhledna Olšová“ na Wikimedia Commons                        | 17,2      | Nový Jičín       | 475            | 49°39′42″ s. š., 17°15′57″ v. d. | Dřevěná rozhledna na betonovém soklu u osady Pohoř | Přístupná                                                      |
| Panorama                        |         | Kategorie „Panorama Observation tower (Chlebovice)“ na Wikimedia Commons | 22        | Frýdek-Místek    | 460            | 49°38′57″ s. š., 18°16′15″ v. d. | Ocelová rozhledna s kamennou podstavou a dřevěným opláštěním vyhlídkového ochozu stojí na úbočí hory Kabátice cca 1 km východně od konce obce Chlebovice. | Volně přístupná                                                |
| Petřkovická vyhlídka            |         |                                                                          |           | Ostrava-město    |                | 49°52′27″ s. š., 18°15′33″ v. d. | Malá vyhlídka na pilíři zaniklého mostu v Petřkovicích | Volně přístupná                                                |
| Praděd                          |         | Kategorie „Praděd“ na Wikimedia Commons                                  | 162       | Bruntál          | 1491           | 50°4′58″ s. š., 17°13′52″ v. d.  | Vysílač s vyhlídkovou plošinou stojí na nejvyšší hoře Moravy Praděd.                                                                                      | Přístupná                                                      |
| Přístřešek s ochozem Zamčiska   |         |                                                                          |           |                  |                |                                  | | Volně přístupná                                                |
| Ptačí pozorovatelna Rezavka     |         |                                                                          |           |                  |                |                                  | | Volně přístupná                                                |
| Ptačí pozorovatelna Girov       |         |                                                                          |           |                  |                |                                  | | Volně přístupná                                                |
| Rozhledna Fryštát               |         |                                                                          |           |                  |                |                                  | | Volně přístupná v otevírací době                               |
| Slatina                         |         |                                                                          | 16        | Nový Jičín       | 462            | 49°48′9″ s. š., 17°59′2″ v. d.   | Šestiboká dřevěná rozhledna | Volně přístupná                                                |
| Soběšovice                      |         |                                                                          |           | Frýdek-Místek    | 350            | 49°43′42″ s. š., 18°27′46″ v. d. | Ocelová rozhledna s dřevěným opláštěním stojí v centru obce Soběšovice.                                                                                   | Přístupná                                                      |
| Sosnová                         |         |                                                                          | 25        | Opava            | 506            | 49°59′36″ s. š., 17°39′9″ v. d.  | Dřevěná jihozápadně obce Sosnová na Anenském vrchu. | Volně přístupná                                                |
| Strážiště                       |         | Kategorie „Strážiště (Úvalno)“ na Wikimedia Commons                      | 22        | Bruntál          | 400            | 50°3′2″ s. š., 17°44′0″ v. d.    | Kamenná rozhledna stojí na stejnojmenném vrchu nad obcí Úvalno.                                                                                           | Přístupná                                                      |
| Strážnice                       |         | Kategorie „Strážnice (rozhledna)“ na Wikimedia Commons                   | 8         | Bruntál          | 494            | 50°13′55″ s. š., 17°35′55″ v. d. | Dřevěná rozhledna stojí na stejnojmenném vrchu cca 1 km severně od obce Liptaň.                                                                           | Volně přístupná                                                |
| Stříbrná věž                    |         | Kategorie „Stříbrná věž“ na Wikimedia Commons                            |           |                  |                |                                  | | Přístupná                                                      |
| Šance                           |         | Kategorie „Šance“ na Wikimedia Commons                                   | 16        | Opava            | 522            | 49°51′2″ s. š., 17°54′57″ v. d.  | Dřevěná rozhledna na čtyřech kamenných pilotech stojí na severním okraji osady Jakubčovice u Hradce nad Moravicí.                                         | Přístupná                                                      |
| Šibenice                        |         | Kategorie „Šibenice (observation tower)“ na Wikimedia Commons            | 13        | Opava            | 375            | 49°57′13″ s. š., 17°46′40″ v. d. | Betonová rozhledna u vesnice Jamnice, inspirující se svým tvarem i detaily v blízkých objektech československého opevnění.                                | Přístupná                                                      |
| Štramberská Trúba               |         | Kategorie „Štramberk Castle“ na Wikimedia Commons                        | 35        | Nový Jičín       | 450            | 49°35′33″ s. š., 18°6′59″ v. d.  | Věž částečně zříceného Štramberského hradu stojí u Štramberku.                                                                                            | Přístupná                                                      |
| Tetřev                          |         | Kategorie „Tetřev (observation tower)“ na Wikimedia Commons              | 10        | Frýdek-Místek    | 944            | 49°30′38″ s. š., 18°41′47″ v. d. | Zděná stavba v areálu Kamenné chaty (a bývalého horského hotelu Tetřev) u obce Dolní Lomná.                                                               | Volně přístupná                                                |
| Těchanovická vyhlídka           |         |                                                                          | 11,9      | Opava            | 495            | 49°48′59″ s. š., 17°40′52″ v. d. | Dřevěná západně obce Staré Těchanovice, u NS Břidlicová stezka.                                                                                           | Volně přístupná                                                |
| Velká Čantoryje                 |         | Kategorie „Čantoryje (observation tower)“ na Wikimedia Commons           | 29        | Frýdek-Místek    | 995            | 49°40′43″ s. š., 18°48′16″ v. d. | Ocelová rozhledna stojí na stejnojmenné hraniční hoře cca 4 km severovýchodně od Nýdku.                                                                   | Přístupná                                                      |
| Velký Javorník                  |         | Kategorie „Velký Javorník (observation tower)“ na Wikimedia Commons      | 25        | Nový Jičín       | 918            | 49°31′38″ s. š., 18°9′38″ v. d.  | Dřevěná rozhledna stojí od roku 2013 na stejnojmenném vrcholu Veřovických vrchů nedaleko Frenštátu pod Radhoštěm.                                         | Volně přístupná                                                |
| Velký Roudný                    |         | Kategorie „Rozhledna Velký Roudný“ na Wikimedia Commons                  | 20        | Bruntál          | 781            | 49°38′35″ s. š., 17°48′33″ v. d. | Dřevěná rozhledna na stejnojmenném vrchu stojí u Slezské Harty cca 20 km jihovýchodně od Bruntálu.                                                        | Volně přístupná                                                |
| Veselská rozhledna              |         |                                                                          | 13,9      | Okres Nový Jičín | 547            | 49°53′28″ s. š., 17°31′21″ v. d. | Dřevěná rozhledna s ocelovými výztužemi stojí nedaleko města Odry.                                                                                        | Volně přístupná                                                |
| Vodárna na Hladnově             |         |                                                                          | 16        | Ostrava-město    | 250            | 49°50′35″ s. š., 18°18′16″ v. d. | Zděná vyhlídková věž bývalé vodárny stojí na návrší ve Slezské Ostravě.                                                                                   | Nepřístupná                                                    |
| Rozhledna vodojem Bohumín       |         |                                                                          | 39        | Karviná          | 200            | 49°54′33″ s. š., 18°21′57″ v. d. | Zděný vodojem s rozhlednou stojí na ulici Koperníkova 1215 v Novém Bohumíně.                                                                              | Přístupná                                                      |